# 犬飼哲夫

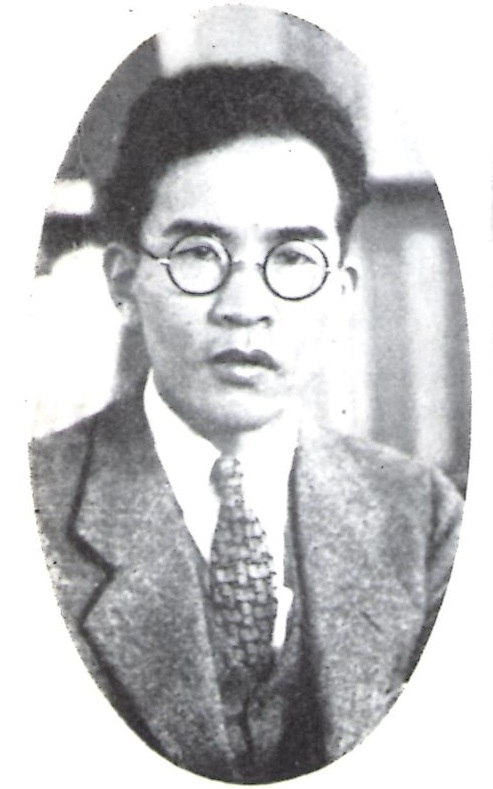
犬飼哲夫

犬飼 哲夫（いぬかい てつお、1897年10月31日 - 1989年7月31日）は、日本の動物学者。著書、研究論文等の名義はいずれも「犬飼哲夫」であるが、中学校卒業証書から学位記までの公文書では「犬飼哲男」と記載されている。

## 人物
1897年、長野県に生まれる。北海道帝国大学農学部生物学科動物学分科に入学し、ヤツメウナギを研究対象とした発生学者の八田三郎（当初札幌農学校、東北帝国大学農科大学（北海道帝国大学農学部の前身）教授、北海道帝国大学農学部教授）の直系の弟子として、1920年代には発生生物学者であった。1930年頃に眼を痛め、これ以降は哺乳類を中心とした脊椎動物の応用動物学的な研究をおこなうようになる。1929年に北大に理学部が新設され、犬飼は農学部と理学部の教授を兼任するようになる。1945年以降は、農学部において野鼡（ノネズミ）等の有害哺乳類の応用動物学的なテーマを与え、理学部においては純粋発生学のテーマをあたえることが容易になったという。応用動物学的な方面では、鳥類（カラス）・哺乳類（ヒグマ・ネズミ・野兎）等の報告も多いが、1930年代から1940年代において礼文島・利尻島へのニホンイタチを放獣してノネズミの天敵としようとした。また、1931年と1932年には北海道とサハリンにおけるナキウサギの分布や生態についての報告をおこなっている。1961年に北海道大学を定年退職したが、1989年7月31日に91歳で逝去するまでに野兎研究会初代会長などをつとめた。また、南極地域観測隊の樺太犬（タロやジロなど）飼育などでも著名である。北海道大学農学部兼理学部教授、函館水産学校校長、日本学術会議南極特別委員会委員。

## 略歴
- 1897年（明治30年）10月31日、長野県東筑摩郡島内村（現松本市島内南中）の犬飼家（19世紀以降南中村の庄屋であった）に生まれる[1]。
- 1916年（大正5年）3月12日、長野県立松本中学校（現長野県松本深志高等学校）卒（校長正六位勲六等本荘太一郎授与）[1]。
- 1919年（大正8年）7月7日、北海道帝国大学附属大学予科卒業（北海道帝国大学附属大学予科主事正五位勲五等・渡邊又次郎ほか1名授与）[1]。
- 1922年（大正11年）3月31日、北海道帝国大学農学部生物学科動物学分科修了（北海道帝国大学農学部長正四位勲二等南鷹次郎ほか1名授与）（八田三郎の下で動物発生学を学ぶ）[7][1]。
- 1926年（大正15年）12月25日（博士論文書誌データベースでは大正15年12月21日）、コモチカナヘビの初期発生に関する研究（爬蟲類発生学ヘノ貢献第一「もりかなへび」ノ夙期発生現象）で北海道帝国大学より農学博士の学位が「長野県平民正七位犬飼哲男」に授与される（北海道帝国大学総長正三位勲一等佐藤昌介授与）[1][7][8]。
- 1929年（昭和4年）、八田三郎の定年退職（1929年）に伴い、16年間第一講座の助教授であった小熊捍が同講座の教授に昇任する[2]。
- 1930年（昭和5年）、小熊捍が新設された理学部に移動したことに伴い[7]、後任として犬飼が北海道帝国大学農学部第一講座教授に就任するが、この頃から眼を痛め顕微鏡的な手法から離れて主に哺乳類を対象とした応用動物学的な研究に進んだ[2]。
- 1936年（昭和11年）、Bunmei Kyokuwaiより"The Animal Life of Hokkaido"刊行。著者はDr. T. Inukai[1]。
- 1961年（昭和36年）、北海道大学定年退職[2]。
- 酪農学園大学教授、札幌市教育委員長を歴任[1]。
- 1970年（昭和45年）、北海道開拓記念館（現・北海道博物館）初代館長[2]。
- 1989年（平成元年）7月31日、逝去。91歳。

## 著書
- 犬飼哲夫 (19--), “滿洲の毛皮及び毛皮獣”, 滿蒙研究資料 ([北海道帝國大学滿蒙研究會]) (6)
- 犬飼哲夫 (1947), 熊に斃れた人々 : 痛ましき開拓の犠牲, 珠玉叢書15, 鶴文庫
- 犬飼哲夫; 上田明一 (1950), 林野庁, ed., 森林と野鼠, 林業技術シリーズ/林野庁編, 16, 日本林業技術協会
- 犬飼哲夫; 加納一郎 (1959), からふといぬ : 南極へいったソリ犬たち, 日本評論新社
- 犬飼哲夫; 門崎允昭 (1987), ヒグマ : 北海道の自然, 北海道新聞社, ISBN 4893631594
- 門崎允昭; 犬飼哲夫 (1993), ヒグマ : 北海道の自然 (新版 ed.), 北海道新聞社, ISBN 4893636790
- 門崎允昭; 犬飼哲夫 (2000), ヒグマ (増補改訂版 ed.), 北海道新聞社, ISBN 4894531151

## 論文
- 国立情報学研究所収録論文 国立情報学研究所
- 犬飼哲夫 (1936), “故八田三郎先生略傳”, 動物学雑誌 (社団法人日本動物学会) 48 (7):  335-336, ISSN 00445118
- 犬飼哲夫; 芳賀良一 (1953), “野鼠のカラマツ属に対する嗜好の実験生態学的研究”, 北海道大学農学部邦文紀要 (北海道大學農學部) 1 (3):  281-300, ISSN 03675726
- 犬飼哲夫; 芳賀良一 (1960), “日本南極地域観測隊犬橇関係報告(II)”, 南極資料 (国立極地研究所) 10:  697-720, ISSN 00857289
- 犬飼哲夫; 門崎允昭 (1974), “ヒグマ歯の年輪形成時期および歯の種類による年輪数について”, 日本応用動物昆虫学会誌 (日本応用動物昆虫学会) 18 (3):  139-144, ISSN 00214914
- 犬飼哲夫 (1979), “動物発生学の研究材料蒐集の余談(100周年記念特集)”, 動物学雑誌 (社団法人日本動物学会) 88 (4):  381-383, ISSN 00445118
- 犬飼哲夫; 芳賀良一; 森樊須 (1953), “北海道新十津川に於ける水田のドブネズミによる被害-予報-”, 北海道大学農学部邦文紀要 03675726 北海道大學農學部 1 (3):  301-304

## 受賞・栄典
- 1962年 北海道文化賞
- 1963年 北海道新聞文化賞
- 1968年 勲二等瑞宝章
- 1974年 北海道開発功労賞

## 関連人物
- 八田三郎 - 犬飼哲夫は直系の門下生である[2]。